# Leon III. Izavrijec
Leon III. Izavrijec ali Sirec (srednjeveško grško Λέων Γ΄, latinizirano: Leōn III), cesar Bizantinskega cesarstva od leta 717 do 741, * okrog 685, † 18. junij 741.
Prekinil je obdobje državne nestabilnosti, uspešno obranil cesarstvo pred Arabci in prepovedal ikonodulstvo.

## Življenjepis

### Mladost
Leon, s pravim imenom Konon, je bil rojen v Germanikeji (Maraş) v sirski provinci Komageni. Nekateri avtorji, med njimi tudi bizantinski kronist Teofan Spovednik, so trdili, da se je Kononova družina preselila iz Sirije v Trakijo, kjer je vstopila službo cesarja Justinijana II. Ko je Justinijan z vojsko kakšnih 15.000 konjenikov, ki mu jih je dal na razpolago car Tervel Bolgarski, leta 705 napadel Konstantinopel, je z njim odšla tudi Leonova družina. 
Po Justinijanovi zmagi in prevzemu oblasti je Leon odšel na diplomatsko misijo v Alanijo in Laziko, kjer naj bi sklenil zavezništvo proti Umajadskemu kalifatu Al-Valida I.
Cesar Anastazij II. ge je imenoval za komandanta (stratega) Anatolske teme. Po Anastazijevi odstavitvi se je Leon povezal s strategom Armenske teme Artabazdom in začel kovati zaroto proti novemu cesarju Teodoziju III. V njun dogovor je spadala tudi Artabazdova zaroka z Leonovo hčerko Ano.

### Obleganje Konstantinopla
Leon je 25. marca 717 prišel v Konstantinopel, prisilil Teodozija III. k odstopu in se proglasil za cesarja Leona III. Kmalu po prevzemu oblasti se je moral soočiti z Arabci, ki so izkoristili notranje spore v Bizantinskem cesarstvu in avgusta 717 z vojsko 80.000–120.000 vojakov in močnim ladjevjem napadli Konstantinopel. Vojski umajadskega kalifa Sulejmana ibn Abd al-Malika je poveljeval general Maslama. Začelo se je drugo arabsko obleganje Konstantinopla, ki je trajalo dvanajst mesecev. 
Bizantincem je z dobro načrtovanim in trdovratnim odporom uspelo odbiti Arabce. K temu jim je veliko pripomegel grški ogenj. Ko so Bizantincem prišli na pomoč Bolgari, so Arabci opustili vsako upanje na uspeh in se avgusta 718 umaknili. 
Kalifa Sulejmana, ki je leta 717 umrl, je nasledil Omar II., ki ni imel ambicij po še enem obleganju mesta. 

### Reforma državne uprave
Leon je po umiku Arabcev nadaljeval z reformami državne uprave, ki je bila zaradi notranjih sporov v preteklem obdobju v popolnem razsulu. Leta 718 je zatrl upor na Siciliji, leta 719 pa upor odstavljenega cesarja Anastazija II.. Meje cesarstva je zavaroval tako, da je pozval slovanska plemena, naj se naselijo na razseljenih področjih, in povečal učinkovitost svoje armade. Ko je Umajadski kalifat leta 726 in 739 ponovno napadel Bizantinsko cesarstvo, so bili Arabci prepričljivo poraženi, še posebno pri Akoinonu leta 740. Leon je moč svoje vojske povečal z zavezništvom s Hazari in Gruzinci.
Leon je v državi uvedel niz reform, med katere so spadale odprava predplačila davkov, ki je obremenjevalo predvsem bolj premožne prebivalce, povišanje tlačanov v razred svobodnih zakupnikov in preoblikovanje družinskega, pomorskega in kazenskega prava, ki je smrtno kazen v mnogih primerih zamenjalo s pohabljenjem. Vse nove ukrepe je objavil leta 726 v zakoniku Ekloga (Izbor), ki je naletel na nekaj odpora v delu plemstva in visokega klera. Delno je reorganiziral tudi sistem upravnih enot (tem) in ustanovil novo upravno enoto v Egejski regiji. 

### Ikonoklazem
Leonove najbolj udarne reforme so se nanašale na verske zadeve, predvsem na ikonodulstvo. Po navidezno uspešnem poskusu prisilnega pokristjanjenja vseh Judov in montanistov leta 722 je v letih 726–729 izdal vrsto odredb proti čaščenju ikon. Namen prepovedi čaščenja je bil preprečiti zlorabe in izboljšati javno moralo. Odredbe so dobile podporo aristoracije in dela klera, večina teologov in vsi menihi pa so jim nepopustljivo oporekali. Prebivalstvo zahodnega dela cesarstva je tem odredbam odreklo poslušnost. 
Upor, ki je predvsem zaradi verskih zadev izbruhnil v Grčiji, je leta 727 zadušila cesarska mornarica. Konstantinopelski patriarh German I. leta 730 ni hotel podpisati cesarskih ikonoklastičnih odredb in je raje odstopil. Leon je na njegovo mesto imenoval patriarha Anastazija, ki je glede čaščenja ikon poslušno stal na cesarjevi strani. Leon je s tem zadušil vso opozicijo v prestolnici.
V Italiji je kljubovalna drža papežev Gregorja II. in Gregorja III. glede čaščenja podob pripeljala do ostrega spora s cesarjem. Papeža sta leta 730 in 732 v Rimu sklicala cerkvena zbora, da bi preklela in izobčila ikonoklaste. Leon se jima je maščeval tako, da je škofije v južni Italiji in Iliriku prenesel v pristojnost konstantinoplskega patriarha. Spore med papežema in cesarjem je spremljal oborožen upor v ravenskem eksarhatu leta 727, katerega je Leon zatrl s svojim močnim ladjevje. Njegovo ladjevje je bilo zatem uničeno v neurju in politično stanje se je obrnilo proti njemu: podložniki v južni Italiji so uspešno kljubovali njegovim odredbam, ravenski eksarhat pa se je dokončno odcepil od cesarstva. 
Leon III. je umrl 18. junija 741 zaradi vodenice.

## Družina
Leon III. je imel s soprogo Marijo štiri poznane otroke:
- Ano, ki je bila poročena s kasnejšim cesarjem Artabazdom
- Konstantina V., ki je bil njegov naslednik
- Ireno
- Kosma